# Centrale elettronucleare Montalto di Castro
La centrale elettronucleare Montalto di Castro, conosciuta anche come centrale elettronucleare Alto Lazio, doveva essere una centrale elettronucleare situata nel comune di Montalto di Castro (VT) e costituita da due reattori da 982 MW di potenza elettrica netta ciascuno, a uranio leggermente arricchito, moderati ad acqua leggera e raffreddati secondo lo schema ad acqua bollente (BWR).

## Storia

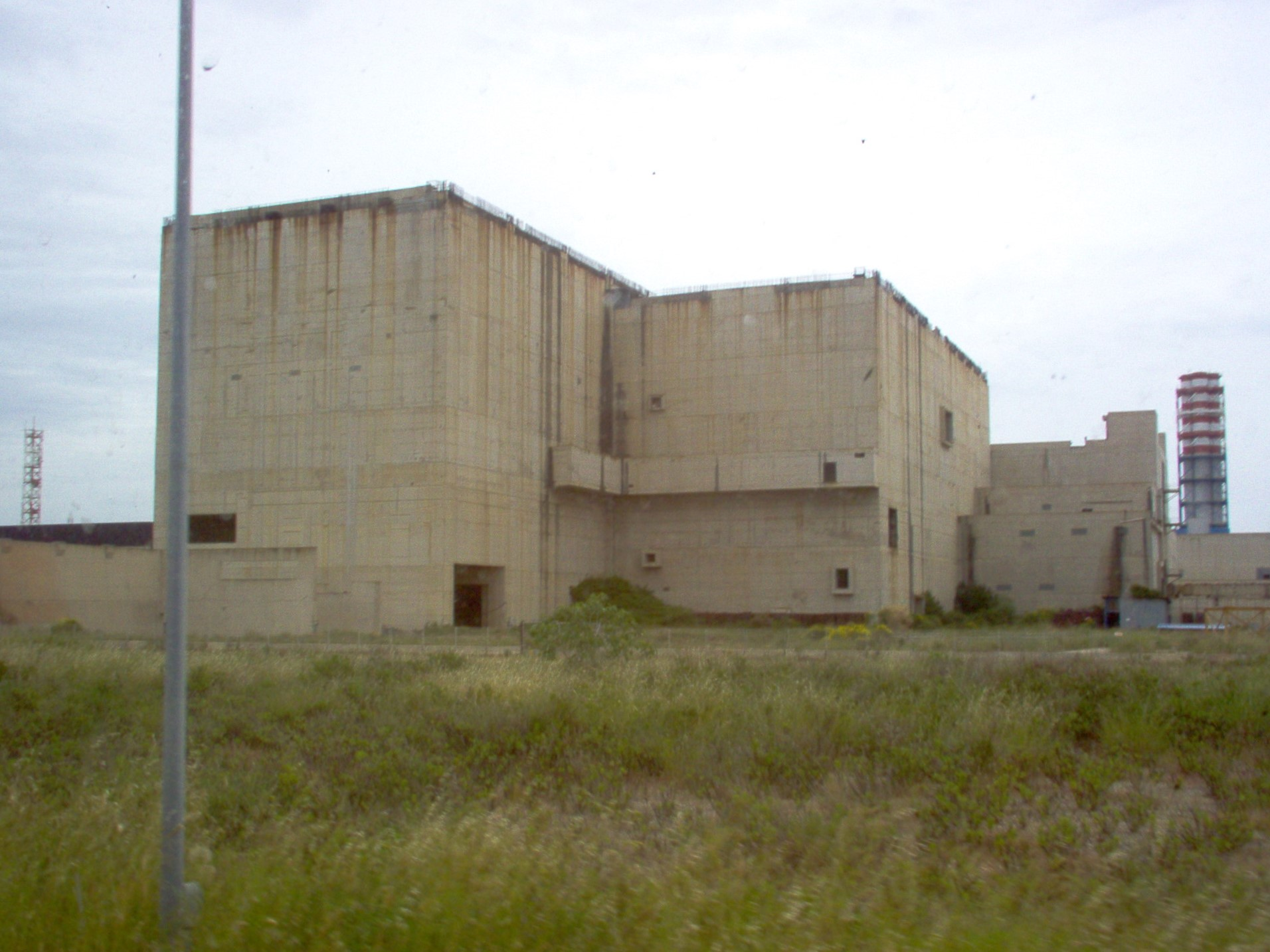
La centrale in una foto del 2008

La sua costruzione, da parte di un consorzio tra Ansaldo Impianti S.p.A. e General Electric, su richiesta di Enel S.p.A., iniziò il 1º luglio 1982. Il reattore è un General Electric BWR/6 su progetto Ebasco con contenimento di tipo Mark III e di 981 MW di potenza di riferimento (nominale). La parte italiana dei lavori faceva capo a Giorgio Ferrari, che aveva lavorato nello stesso ruolo a Caorso, dopo aver lavorato a centrali in Inghilterra (Winfrith) Francia (Cadarache) e Germania (Mannheim).
Dopo un fermo a seguito dell'esito dei referendum del 1987, nel 1988, il governo Goria tenta la ripresa dei lavori, ma viene fatto cadere dal Partito Socialista e tra il 1988 ed il 1990 i governi De Mita e Andreotti VI decisero di chiudere tutte le centrali elettronucleari italiane.
Non ha mai operato, essendone stati interrotti i lavori di realizzazione il 1º gennaio 1988, ossia due mesi e mezzo in anticipo rispetto alla relativa deliberazione (datata 17 marzo 1988) del consiglio comunale di Montalto di Castro e più di un anno prima della decisione del governo De Mita di procedere alla sua riconversione in un impianto termoelettrico.
La sua area limitrofa, sfruttando unicamente le prese per l'acqua a mare già realizzate, venne quindi riutilizzata per la realizzazione della centrale a policombustibile "Alessandro Volta". Visto lo stato di avanzamento dei lavori e l'impossibilitá di convertire il resto delle strutture e del sito, quello che rimaneva della centrale è rimasto inutilizzato rappresentando un'enorme perdita per Enel S.p.A..
Rispetto alle altre centrali nucleari italiane, non essendo mai entrata in servizio, non è passata sotto il controllo di SOGIN. Il suo smantellamento rimane quindi sotto la responsabilità di Enel S.p.A..